# Bloom (Album)
Bloom (englisch für blühen) ist das dritte Studioalbum des US-amerikanischen Rappers Machine Gun Kelly. Es erschien am 12. Mai 2017 über die Labels Bad Boy Entertainment und Interscope Records. Am 1. Dezember 2017 wurde das Album als Deluxe-Edition, inklusive zwei Bonussongs, wiederveröffentlicht.

## Produktion
Bei dem Album fungierten Labelchef Sean Combs, Machine Gun Kelly selbst, Harve Pierre, James McMillan, John Janick und Joie Manda als Executive Producers. Die Musik wurde von einer Vielzahl an Musikproduzenten produziert, darunter SlimXX, Baze, H-Money und JV.

## Covergestaltung
Das Albumcover zeigt Machine Gun Kelly, der eine Hand vor sich hält, aus der rote Rosen wachsen. Der Hintergrund ist weiß gehalten und rechts oben steht der Titel bloom in Schwarz.

## Gastbeiträge
Auf fünf Liedern des Albums treten neben Machine Gun Kelly weitere Künstler in Erscheinung. So ist die Sängerin Camila Cabello auf Bad Things zu hören, während Trap Paris eine Kollaboration mit den Rappern Quavo und Ty Dolla $ign ist. Auf Go for Broke ist der Sänger James Arthur vertreten und die Sängerin Hailee Steinfeld ist an At My Best beteiligt. Zudem hat der Rapper DubXX einen Gastauftritt beim Song Moonwalkers.

## Titelliste
| #  | Titel        | Gastbeiträge         | Produzenten                                             | Länge |
| -- | ------------ | -------------------- | ------------------------------------------------------- | ----- |
| 1  | The Gunner   |                      | SlimXX, Baze                                            | 3:38  |
| 2  | Wake + Bake  |                      | H-Money, JV                                             | 3:03  |
| 3  | Go for Broke | James Arthur         | The Runners, The Monarch, Delicata                      | 3:30  |
| 4  | At My Best   | Hailee Steinfeld     | Happy Perez                                             | 3:20  |
| 5  | Kiss the Sky |                      | SlimXX                                                  | 3:07  |
| 6  | Golden God   |                      | JP Did This 1, SlimXX, Baze                             | 3:18  |
| 7  | Trap Paris   | Quavo, Ty Dolla $ign | Sonny Digital                                           | 3:23  |
| 8  | Moonwalkers  | DubXX                | Lil Rich                                                | 3:05  |
| 9  | Can’t Walk   |                      | H-Money, JV                                             | 3:05  |
| 10 | Bad Things   | Camila Cabello       | The Futuristics                                         | 3:59  |
| 11 | Rehab        |                      | H-Money, JV                                             | 4:26  |
| 12 | Let You Go   |                      | Shatkin, Machine Gun Kelly (Co), SlimXX (Co), Baze (Co) | 3:05  |
| 13 | 27           |                      | SlimXX, Baze, Machine Gun Kelly                         | 4:58  |

Bonussongs der Deluxe-Edition
| #  | Titel        | Gastbeiträge | Produzenten        | Länge |
| -- | ------------ | ------------ | ------------------ | ----- |
| 14 | The Break Up |              | Music MajorX, Remy | 3:20  |
| 15 | Habits       |              | Ramibeatz, Baze    | 3:20  |

## Rezeption
Florian Peking von laut.de bewertete Bloom mit zwei von möglichen fünf Punkten. Das Album verliere sich „zwischen flachem Radio-Pop und trendgetriebenem Rap in der Mittelmäßigkeit. Es fehlt vor allem an textlicher Vielfalt und einer Identität.“ Der Rapper probiere „verschiedenste aktuelle Einflüsse der Rapmusik an sich selbst aus, bleibt dabei jedoch oberflächlich und zeigt kaum eigene Inspiration.“ So werden die Singles Bad Things, At My Best und Go for Broke als „dahinplätschernde Pop-Produktionen“ kritisiert. Lichtblicke seien dagegen die Songs Can’t Walk, Trap Paris und The Gunner.

## Kommerzieller Erfolg

### Chartplatzierungen und Singles
Bloom stieg am 19. Mai 2017 für eine Woche auf Platz 43 in die deutschen Charts ein. Am erfolgreichsten war das Album in den Vereinigten Staaten, wo es Rang 8 erreichte.
Am 14. Oktober 2016 wurde der Song Bad Things als erste Single des Albums veröffentlicht. Er erreichte Platz 58 der deutschen Charts und Rang 4 der US-Charts und ist mit mehr als drei Millionen Verkäufen bis heute die erfolgreichste Single des Rappers. Die zweite Auskopplung At My Best (US #60) erschien am 17. März 2017, gefolgt von der dritten Single Trap Paris am 12. Mai 2017. Anschließend wurden noch die Songs Go for Broke, The Break Up und 27 ausgekoppelt.

### Auszeichnungen für Musikverkäufe
Bloom wurde noch im Erscheinungsjahr für mehr als 500.000 Verkäufe in den Vereinigten Staaten mit einer Goldenen Schallplatte ausgezeichnet. Am 31. August 2023 erhielt das Album für mehr als eine Million verkaufte Einheiten eine Platin-Schallplatte.
| Land/Region               | Auszeichnungen für Musikverkäufe (Land/Region, Auszeichnung, Verkäufe) | Verkäufe  |
| ------------------------- | ---------------------------------------------------------------------- | --------- |
| Finnland (IFPI)           | Gold                                                                   | 10.000    |
| Neuseeland (RMNZ)         | Platin                                                                 | 15.000    |
| Vereinigte Staaten (RIAA) | Platin                                                                 | 1.000.000 |
| Insgesamt                 | 1× Gold · 2× Platin ·                                                  | 1.025.000 |